# هيلين ريكس كيلر
هيلين ريكس كيلر (بالإنجليزية: Helen Rex Keller)‏ هي كاتِبة وأمينة مكتبة أمريكية، ولدت في 1877، وتوفيت في 21 يناير 1967 في نيو بالتز في الولايات المتحدة.